# クララ・ジーベルト
クララ・ジーヴェルト（ドイツ語: Clara Siewert, 1862年12月9日 - 1945年10月11日）はドイツの画家である。

## 略歴
プロイセン王国のブッダ（現在のポーランド・ポモージェ県スタロガルド郡ブディ）で生まれた。ロシアのサンクトペテルブルクからダンツィヒに移ってきたバルト・ドイツ人の家系で、父親はプロイセン陸軍の士官で、母親はアマチュア画家であった。妹に作家として有名になるエリザベート・ジーヴェルト(Elisabeth Siewert: 1867- 1930)がいる。
子供の頃から絵を描き始め、女学校を卒業した後1878年にケーニヒスベルクに出て、当時ケーニヒスベルクの美術学校は女性の入学を認めていなかったので、個人教授について美術を学んだ。1884年からBuddaとベルリンを行き来する生活を始め、ベルリンで優秀な美術教師について学ぶことができるようになった。スイス出身の肖像画家、カール・シュタウファー＝ベルンに学び、象徴主義の画家、アルノルト・ベックリンらの作品を紹介され、影響を受けた。ベルリンで女性のための絵画塾を開いていた肖像画家のマックス・コーナーにもしばらく学んだ。1888年から1889年はベルリンの美術アカデミーの教授、ヒューゴ・フォーゲルから学んだ。
1892年にベルリンの展覧会に出展し、ベルリン女性芸術家協会(Verein der Berliner Künstlerinnen)の会員になった。1890年の終わりにはベルリンに住むようになり、ベルリンにスタジオを開いた。エリザベートら妹もベルリンに住むようになった。ジーヴェルトのスタジオの近くには表現主義の画家グループ「ブリュッケ」の画家たちのスタジオがあった。1901年から「ベルリン分離派」の展覧会に出展した。
理由は知られていないが、1912年「ベルリン分離派」から脱退し、活動は停滞するようになり1914年に一度ライプツィヒの展覧会に出展したほかは、1936年まで展覧会への出展はしなかった。1916年に友人のケーテ・コルヴィッツが審査員を務めた展覧会に出展を求めtが成功しなかった。妹のエリザベート・ジーヴェルトが人気のある作家になっていたので経済的な支援を受けていたが、1930年にエリザベートが亡くなり、経済的に苦しくなり、新設されたナチスの国民啓蒙・宣伝省に支援を求めた。後に帝国文化院に参加した。
1936年に画商で美術蒐集家のヴォルフガング・グルリットがジーヴェルトの作品に注目し、個展を開いたが大きな注目を集めなかった。戦争の開始で次の展覧会も中止された。1943年には空襲でスタジオが破壊され、多くの作品が失われ、戦争の終結後程なく亡くなった。
画家として長く忘れられていたがレーゲンスブルクの画廊で「クララ・ジーヴェルト-夢と写実性の間」（"Clara Siewert - Between Dream and Reality"）という展覧会が開かれ約170点の作品が展示された。

## 作品

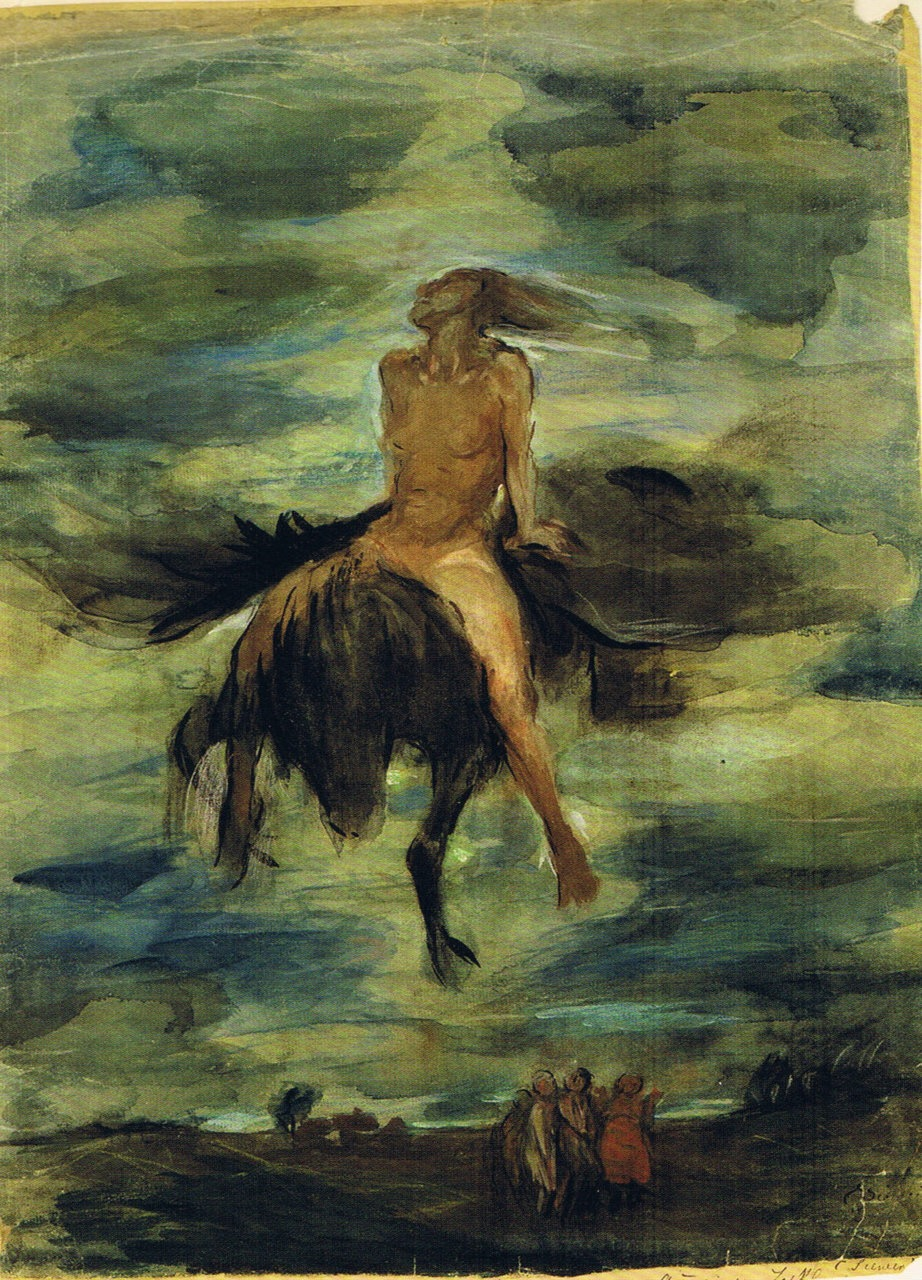
ペガサスに乗った魔女
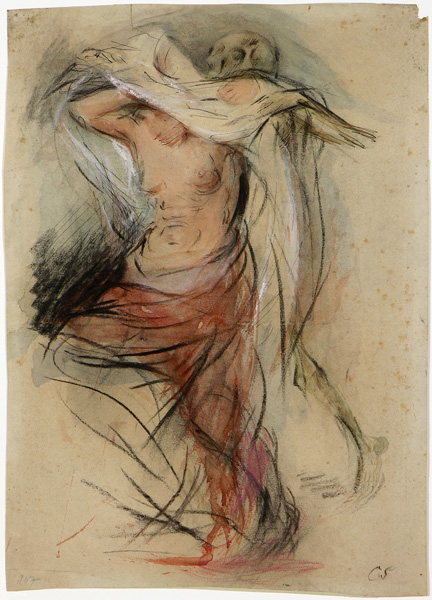
死と少女
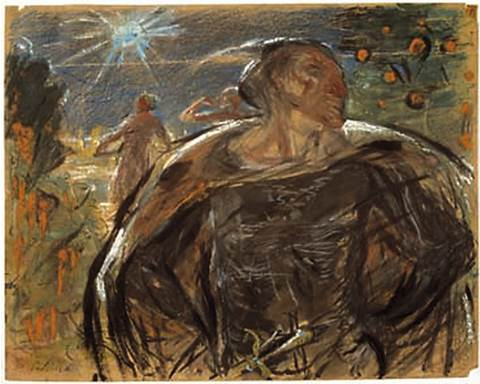
Don Juan
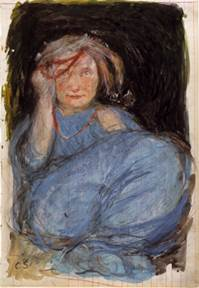

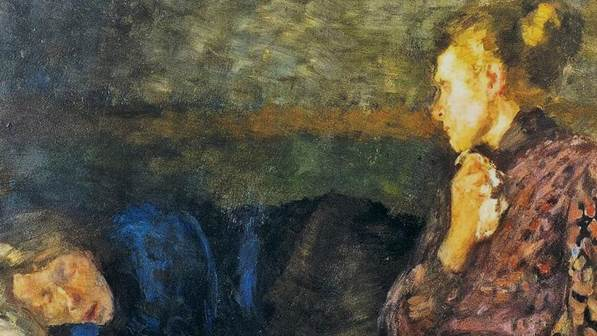
母
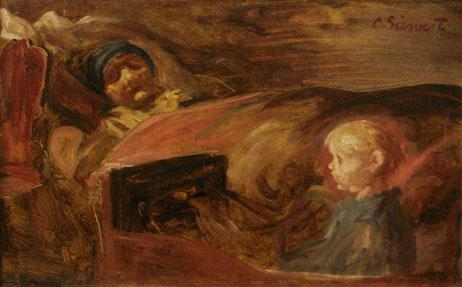
眠り
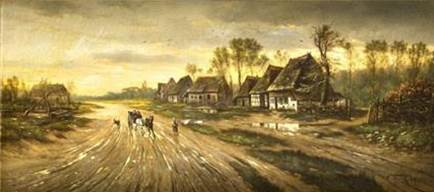